# Chevincourt
Chevincourt és un municipi francès, situat al departament de l'Oise i a la regió dels Alts de França. L'any 2007 tenia 823 habitants.

## Demografia

### Població
El 2007 la població de fet de Chevincourt era de 823 persones. Hi havia 302 famílies de les quals 60 eren unipersonals (32 homes vivint sols i 28 dones vivint soles), 105 parelles sense fills, 125 parelles amb fills i 12 famílies monoparentals amb fills.
La població ha evolucionat segons el següent gràfic:
Habitants censats

### Habitatges
El 2007 hi havia 355 habitatges, 317 eren l'habitatge principal de la família, 17 eren segones residències i 21 estaven desocupats. 328 eren cases i 23 eren apartaments. Dels 317 habitatges principals, 266 estaven ocupats pels seus propietaris, 41 estaven llogats i ocupats pels llogaters i 9 estaven cedits a títol gratuït; 2 tenien una cambra, 22 en tenien dues, 48 en tenien tres, 89 en tenien quatre i 156 en tenien cinc o més. 229 habitatges disposaven pel capbaix d'una plaça de pàrquing. A 111 habitatges hi havia un automòbil i a 182 n'hi havia dos o més.

### Piràmide de població
La piràmide de població per edats i sexe el 2009 era:
| Homes | Edats   | Dones |
| ----- | ------- | ----- |
| 0     | 95 o +  | 0     |
| 0     | 90 a 94 | 4     |
| 0     | 85 a 89 | 4     |
| 12    | 80 a 84 | 0     |
| 0     | 75 a 79 | 8     |
| 12    | 70 a 74 | 16    |
| 28    | 65 a 69 | 32    |
| 28    | 60 a 64 | 8     |
| 16    | 55 a 59 | 36    |
| 20    | 50 a 54 | 16    |
| 36    | 45 a 49 | 40    |
| 24    | 40 a 44 | 28    |
| 32    | 35 a 39 | 28    |
| 48    | 30 a 34 | 32    |
| 24    | 25 a 29 | 28    |
| 8     | 20 a 24 | 32    |
| 8     | 15 a 19 | 36    |
| 28    | 10 a 14 | 24    |
| 28    | 5 a 9   | 16    |
| 16    | 0 a 4   | 20    |

## Economia
El 2007 la població en edat de treballar era de 550 persones, 424 eren actives i 126 eren inactives. De les 424 persones actives 395 estaven ocupades (219 homes i 176 dones) i 29 estaven aturades (14 homes i 15 dones). De les 126 persones inactives 36 estaven jubilades, 30 estaven estudiant i 60 estaven classificades com a «altres inactius».

### Ingressos
El 2009 a Chevincourt hi havia 331 unitats fiscals que integraven 862,5 persones, la mediana anual d'ingressos fiscals per persona era de 20.932 €.

### Activitats econòmiques
Dels 14 establiments que hi havia el 2007, 1 era d'una empresa extractiva, 1 d'una empresa alimentària, 1 d'una empresa de fabricació de material elèctric, 1 d'una empresa de fabricació d'altres productes industrials, 3 d'empreses de construcció, 2 d'empreses de comerç i reparació d'automòbils, 1 d'una empresa de transport, 2 d'empreses de serveis i 2 d'entitats de l'administració pública.
Dels 3 establiments de servei als particulars que hi havia el 2009, 1 era un paleta i 2 electricistes.
L'únic establiment comercial que hi havia el 2009 era una fleca.
L'any 2000 a Chevincourt hi havia 3 explotacions agrícoles.

## Equipaments sanitaris i escolars
El 2009 hi havia una escola elemental integrada dins d'un grup escolar amb les comunes properes formant una escola dispersa.

## Poblacions més properes
El següent diagrama mostra les poblacions més properes.